# BBM
A BBM egy rövid életű brit szupergrup volt. Nevét tagjai (Baker Bruce Moore) vezetékneveinek kezdőbetűiből nyerte.
1993-ban alakult. 1994-ben egy lemezt adtak ki Around the Next Dream címen,  együtt turnéztak és fesztiválokon vettek részt - ám a zenészek útjai még ugyanebben az évben szétváltak.

## Tagjai
Jack Bruce (ének, basszusgitár),
- Ginger Baker (dobok, ütősök) és
- Gary Moore gitár

### További közreműködők
- Ian Taylor – hangmérnök, co-producer
- Tommy Eyre – billentyűsök
- Arran Ahmun – dobok a  "Where in the World" című felvételen
- Morris Murphy – trombita a  "Glory Days" című felvételen.

## Around the Next Dream
| 1.  | Waiting in the Wings                  | 3:42 |
| 2.  | City of Gold                          | 3:57 |
| 3.  | Where in the World                    | 5:23 |
| 4.  | Can’t Fool the Blues                  | 5:15 |
| 5.  | High Cost of Loving                   | 5:14 |
| 6.  | Glory Days                            | 4:23 |
| 7.  | Why Does Love (Have to Go Wrong?)     | 8:47 |
| 8.  | Naked Flame                           | 6:06 |
| 9.  | I Wonder Why (Are You So Mean to Me?) | 5:00 |
| 10. | Wrong Side of Town                    | 4:00 |

| 11. | Danger Zone                                  | 6:00 |
| 12. | World Keeps on Turning                       | 7:53 |
| 13. | Sitting on Top of the World (Live)           | 6:22 |
| 14. | I Wonder Why (Are You So Mean to Me?) (Live) | 5:08 |